# سیارک ۱۹۷۲۱
سیارک ۱۹۷۲۱ (به انگلیسی: 19721 Wray، نامگذاری:1999VW11) نوزده هزار و هفتصد و بیست و یکمین سیارک کشف شده‌است که در ۱۰ نوامبر ۱۹۹۹ کشف شد.
قدر مطلق سیارک برابر ۴۰.۷ است.